# 大橋忠晴
大橋 忠晴（おおはし ただはる、1944年11月9日 - ）は、日本の実業家。川崎重工業代表取締役社長、同社代表取締役会長、関西経済連合会副会長、神戸商工会議所会頭、日本商工会議所副会頭等を歴任した。

## 来歴・人物
兵庫県出身。兵庫県立姫路東高等学校を経て、1969年神戸大学工学部機械工学科卒業、川崎重工業入社。2000年理事。2001年執行役員。2003年代表取締役常務。2005年代表取締役社長。2009年代表取締役会長。2010年取締役会長。海外通として知られ2010年から2016年まで神戸商工会議所会頭を、2010年から2013年まで関西経済連合会副会長を務めたほか、日本商工会議所副会頭なども歴任。
WEBメディアのビジネスジャーナルは「海外への積極的なビジネスチャンスを求めて、当時の川重大庭浩会長及び大橋忠晴社長の下、川重は中華人民共和国（中国）への新幹線車輌技術（新幹線E2系電車）売り込みにあたった。また、このグランドデザインを描いたのが後に社長となる長谷川聰であった。
JR東海の葛西敬之らが終始一貫して中国への新幹線技術売り込みに反対するなか、JR東日本（松田昌士会長）らと組み、中国への新幹線車輌技術の全面公開及び売り込みにあたった。しかし、川重側の契約の杜撰さもあって、中国側に国家ぐるみで新幹線車輌技術を盗まれ米国やアジア諸国への売り込みを許したばかりでなく、契約の拡大解釈ないし詭弁の類いで米国などへ国際特許出願までも許してしまった。」と報じた。
2013年には三井造船（現・三井E&S）との経営統合を進めようとしていた長谷川聰（代表取締役社長）らに対する臨時取締役会での動議による解任を主導した。同年川崎重工業相談役、みなと銀行取締役。2018年関西みらいフィナンシャルグループ取締役。